# Pleasure One
Pleasure One fue el cuarto álbum musical de estudio del grupo británico Heaven 17. Lanzado en noviembre de 1986. No tuvo el éxito de sus predecesores.

## Estilos
- Synth-pop
- New Wave
- New Romantic

## Lista de temas
1. Contenders
2. Trouble
3. Somebody
4. If I Were You
5. Low Society
6. Red
7. Look at Me
8. Move Out
9. Free

- Datos: Q7204286